# RC 셀타 포르투나
RC 셀타 포르투나(스페인어: Club Deportivo Tudelano)는 스페인 갈리시아주 폰테베드라도 비고를 연고로 하는 축구단이다. 1927년에 SC 투리스타(Sport Club Turista)라는 이름으로 창단되었으며, 9년 후에 클루브 투리스타(Club Turista)라는 이름으로 변경되었다. 이후 셀타 비고 2군팀으로 활동하게 되면서 셀타 투리스타(Celta Turista)로 변경했다.

## 선수 명단

### 현역
참고: FIFA 자격 규정에 따라 소속된 국가대표팀 국기를 표시합니다. 선수는 복수의 FIFA 비회원국 국적을 가지고 있을 수 있습니다.
| 번호 | 포지션 | 국적     | 이름   |
| ---- | ------ | -------- | ------ |
| 2    | DF     | 포르투갈 | 비센테 |

| 번호 | 포지션 | 국적   | 이름               |
| ---- | ------ | ------ | ------------------ |
| 19   | FW     | 모로코 | 존스 엘 압델라오위 |